# Jeremy Hunt (Radsportler)
Jeremy Hunt (* 12. März 1974 in Macklin, Saskatchewan, Kanada) ist ein Sportlicher Leiter und ehemaliger britischer Radrennfahrer.

## Sportliche Laufbahn
Jeremy Hunt erhielt 1996 einen Vertrag beim Radsportteam Banesto, wo er vier Jahre fuhr. Seine ersten Siege sammelte der Sprinter 1997 bei der Tour de l’Avenir und der Aragon-Rundfahrt.
1998 gewann er zwei Etappen bei der Portugal-Rundfahrt und 1999 eine bei der Vuelta a Castilla y León. In der Saison 2000 wechselte er zum französischen Team BigMat-Auber 93, startete bei den Olympischen Spielen in Sydney im Straßenrennen, das er aber nicht beendete.
In den folgenden drei Jahren gewann er Etappen bei der Herald Sun Tour, der Mittelmeer-Rundfahrt und beim Circuit Franco-Belge. 2002 gelang ihm der größte Erfolg seiner Karriere: Er gewann das hoch eingestufte französische Eintagesrennen GP Ouest France-Plouay.
Ab 2004 fuhr Hunt beim belgischen Team MrBookmaker.com und ab 2006 für Unibet.com.
2008 unterschrieb er bei Crédit Agricole. Anschließend fuhr er zwei Jahre für das Cervélo TestTeam und nochmals zwei Jahre für Sky ProCycling.
Ende der Saison 2012 beendete er seine Karriere und wurde ab 2013 Sportlicher Leiter des Continental Teams Synergy Baku Cycling Project. Von 2017 bis 2021 war Hunt als Manager beim Team Terengganu Cycling Team.

## Erfolge
1997
- Britischer Meister – Straßenrennen
- Circuito de Getxo

2000
- Internationale Australische Meisterschaft – Straßenrennen

2001
- Britischer Meister – Straßenrennen

2002
- Grand Prix Plouay

2007
- Grand Prix d’Ouverture La Marseillaise

2008
- eine Etappe Tour de Langkawi

2009
- eine Etappe Post Danmark Rundt

## Platzierung bei den Grand Tours
| Grand Tour            | 2002 | 2003 | 2004 | 2005 | 2006 | 2007 | 2008 | 2009 | 2010 | 2011 | 2012 |
| --------------------- | ---- | ---- | ---- | ---- | ---- | ---- | ---- | ---- | ---- | ---- | ---- |
| Giro d’ItaliaGiro     | −    | −    | −    | −    | −    | −    | −    | 150  | −    | −    | DNF  |
| Tour de FranceTour    | −    | −    | −    | −    | −    | −    | −    | −    | 163  | −    | −    |
| Vuelta a EspañaVuelta | DNF  | −    | −    | −    | −    | −    | 107  | −    | −    | −    | −    |